# Rechin-pigmeu
Unul dintre cei mai mici rechini din lume, acestui rechin îi este caracteristică prezența unei singure spine dorsale. Are organe fotofore (producătoare de lumină) bine dezvoltate pe abdomen și laterale, dar aproape deloc pe spate, ceea ce face ca partea ventrală să fie luminiscentă.
Datorită acestei dispuneri a fotoforelor umbrele sunt eliminate, iar răpitorii (de exemplu, peștele-spadă) îl văd mai greu de dedesubt. Primii rechini-pigmeu cunoscuți au fost prinși în 1908 în largul coastelor Japoniei, dar nu au mai fost văzute alte specimene până în 1960.
Areal: Atlantic, V Pacificului, V Oceanului Indian
Lungimea: Până la 25 cm
Greutatea: Neînregistrată
Reproducerea: Ovovivipară